# Frederick Forestier-Walker
Frederick Forestier-Walker, né le 14 avril 1844 à Bushey et mort le 30 août 1910 à Tenby, est un homme politique et militaire britannique qui fut gouverneur de Gibraltar de août 1905 à juillet 1910.